# Villapalacios
Villapalacios – gmina w Hiszpanii, w prowincji Albacete, w Kastylii-La Mancha, o powierzchni 87,48 km². W 2011 roku gmina liczyła 682 mieszkańców.